# Juan Velarde
Juan Velarde (Madrid, 19 september 1974) is een Spaans piloot en kunstvlieger. Sinds 2014 neemt hij deel aan de Red Bull Air Race World Series.

## Carrière

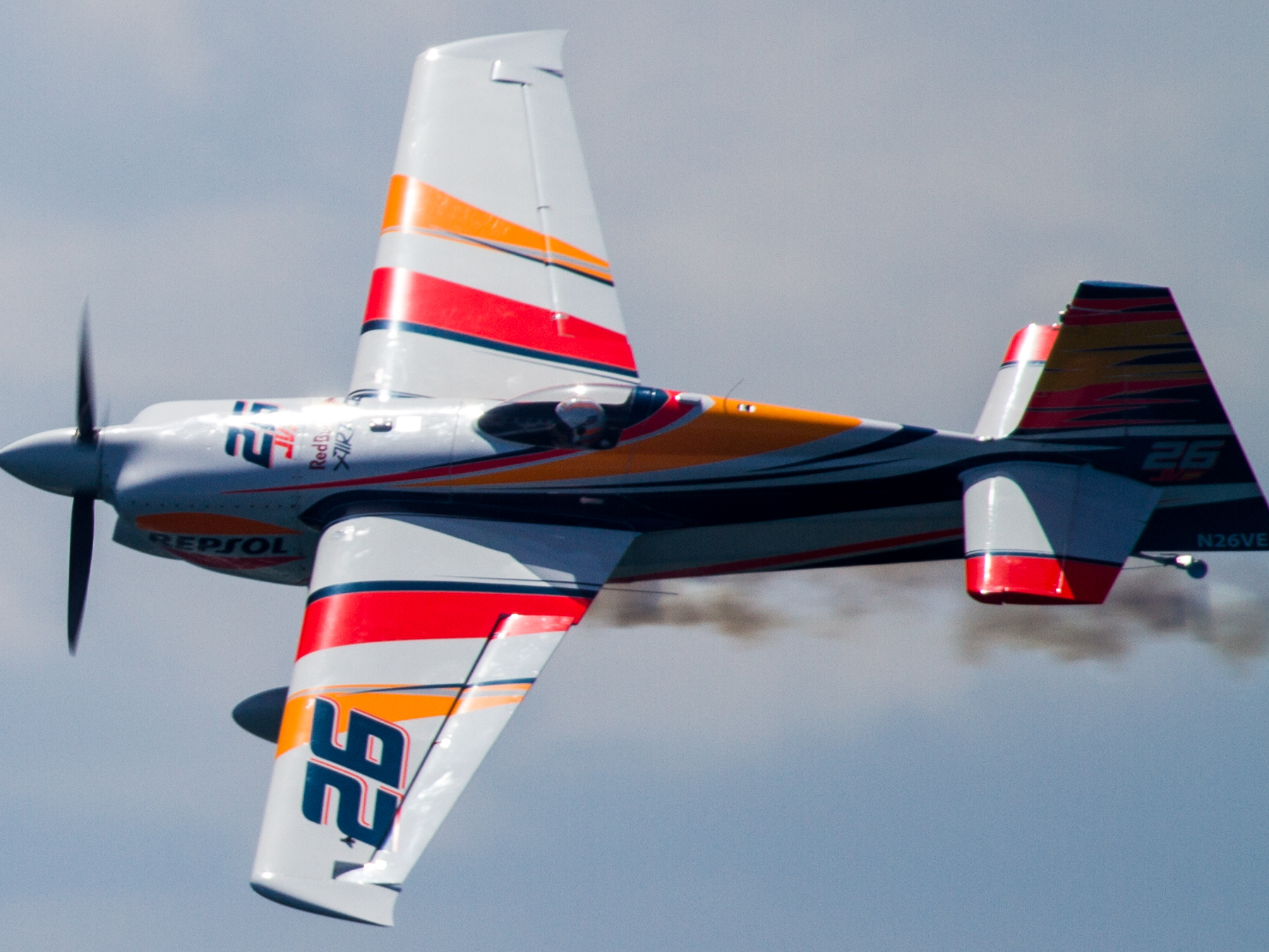
2017 Red Bull Air Race of Chiba - N26VE

Velarde maakte in 2014 zijn debuut in de Challenger Class van de Red Bull Air Race. Met één podiumplaats tijdens zijn debuutrace in Abu Dhabi werd hij achtste in het kampioenschap. In 2015 stapte hij over naar de Master Class, maar wist geen punten te scoren. In 2016 maakte hij een stap vooruit, hij behaalde zijn eerste punt met een tiende plaats in Abu Dhabi en was de snelste piloot in de kwalificatie op de Red Bull Ring.